# Loxerebia gregoryi
Loxerebia gregoryi är en fjärilsart som beskrevs av Charles James Watkins 1927. Loxerebia gregoryi ingår i släktet Loxerebia och familjen praktfjärilar. Inga underarter finns listade i Catalogue of Life.